# Hellion (film)
Pour les articles homonymes, voir Hellion (homonymie).
Pour plus de détails, voir Fiche technique et Distribution.
Hellion est un film dramatique américain réalisé par Kat Candler et sorti en 2014. 
Le film a été présenté en compétition au Festival du film de Sundance 2014.

## Synopsis
Le comportement de Jacob, 13 ans, force les Child Protective Services a placer son petit frère, Wes, chez sa tante. Jacob et son père, Hollis, émotionnellement absent, doivent se reprendre en main pour ramener Wes à la maison.

## Fiche technique
- Titre français : Hellion
- Réalisation : Kat Candler
- Scénario : Kat Candler
- Photographie : Brett Pawlak
- Pays d'origine :  États-Unis
- Genre : Film dramatique
- Durée :
- Dates de sortie : 
  - États-Unis : 17 janvier 2014 (festival du film de Sundance 2014)
  - États-Unis : 13 juin 2014

## Distribution
- Aaron Paul : Hollis Wilson
- Juliette Lewis : Pam
- Josh Wiggins (en) : Jacob Wilson
- Jonny Mars : Duncan
- Deke Garner : Wes Wilson

## Distinctions

### Nominations et sélections
- Festival du film de Sundance 2014 : sélection « U.S. Dramatic Competition »